# S/2004 S 24
S/2004 S 24 — природний супутник Сатурна. Відкритий Скоттом Шеппардом, Девідом Джуїттом та Дженом Кліна 7 жовтня 2019 року після спостережень, проведених у період з 12 грудня 2004 року по 22 березня 2007 року.
Діаметр S/2004 S 24 — близько 3 км, велика піввісь — 23 326 300 км, орбітальний період — 1294 земної доби, обертається навколо Сатурна з прямим напрямком під нахилом 35,5° до площини екліптики, ексцентриситет орбіти — 0,085 . S/2004 S 24 належить до галльської групи.